# 작은 사랑의 멜로디
작은 사랑의 멜로디(원제: Melody)는 1971년에 개봉한 영국의 드라마 영화이다.

## 출연

### 주연
- 마크 레스터
- 트레이시 하이드
- 잭 와일드

### 조연
- 로이 키니어
- 켄 존스
- 빌리 프랭크스
- 쉘리아 스티펠
- 케이트 윌리엄스